# Kościół Augustiański w Stargardzie
Kościół Augustiański (niem. Augustiner-Klosterkirche) – kościół, który znajdował się w Stargardzie, w północnej części Starego Miasta, w okolicy dzisiejszych ul. Klasztornej i Prządki. Rozebrany w 1819 roku.

## Historia
W 1199 augustianie otrzymali od ks. Kazimierza II ziemie na lewym brzegu Młynówki, jednak fakt ten został potwierdzony dopiero w 1267, wtedy też przystąpiono do budowy klasztoru i kościoła, który w 1311 został konsekrowany. Wielki pożar w 1635, w czasie wojny trzydziestoletniej zniszczył świątynię oraz zabudowania klasztorne. W 1682 odbudowano sam kościół, pozostawiając klasztor w ruinie. Na ich fundamentach w 1805 wzniesiono Gimnazjum Gröninga (niem. Gröningsche Gymnasium).
Od 1806 kościół stanowił magazyn wojsk francuskich (podobnie jak większość miejskich kościołów). W 1819 podjęto decyzję o przekazaniu materiałów z rozbiórki kościoła do utwardzenia dróg.
W latach 2005–2007 na ruinach dawnego kościoła i klasztoru Muzeum Archeologiczno-Historyczne w Stargardzie przeprowadziło trzy sezony badań archeologicznych.

## Architektura
Kościół zbudowany był z cegły. Była to świątynia trójnawowa z jednonawowym prezbiterium, które okalał wieniec kaplic. Mierzyła 75 m długości oraz 21 m szerokości, posiadała sygnaturkę o wys. 48 m.